# NGC 1117A
NGC 1117A في الفهرس العام الجديد، هي مجرة، تقع في كوكبة الحمل. اكتشفت في 2 ديسمبر 1863 بواسطة ألبرت مارث.

## روابط خارجية
- NGC 1117A على موقع ويكي سكاي: DSS2, SDSS, GALEX, IRAS, Hydrogen α, X-Ray, Astrophoto, Sky Map, Articles and images